# 謝爾蓋·尼古拉耶維奇·特魯別茨柯伊

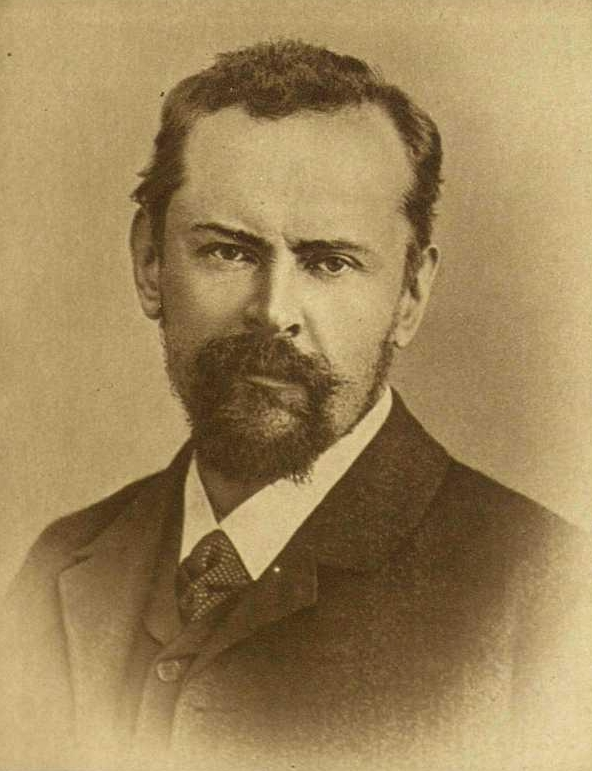

谢尔盖·尼古拉耶维奇·特鲁别茨柯伊（俄语：Серге́й Никола́евич Трубецко́й，1862年8月4日—1905年9月23日）俄罗斯宗教哲学家，父母为莫斯科音乐学院联合创始人尼古拉·彼得罗维奇·特鲁别茨科伊亲王和对他的宗教思想影响很大的索菲亚·阿列克谢耶夫娜·洛普奇娜。特鲁别茨柯伊和他的弟弟叶夫根尼·特鲁别茨柯伊（1863年-1920年）继承了弗拉基米尔·索洛维约夫对现代基督教世界哲学的发展。他还是莫斯科大学的哲学教授和地下讨论圈Beseda的创始人之一。他的儿子是语言学家尼古拉·特鲁别茨柯伊。1904年日俄战争期间，他发表观点，认为俄罗斯是在保卫欧洲文明免受黄祸，即以现代技术武装的蒙古人的荼毒，认为这次战争是十字军东征，是文明和野蛮的较量。